# Emil Woinovich
Emil Freiherr Woinovich von Belobreska (* 23. April 1851 in Petrinja; † 13. Februar 1927 in Wien) war ein österreichisch-ungarischer General und Militärhistoriker.

## Leben
Woinovich, der Sohn eines Militärbaudirektors, dessen Familie aus dem Ort Belobreska im Komitat Krasso, Monarchie Österreich-Ungarn, stammte, besuchte von 1866 bis 1870 die Theresianische Militärakademie in Wiener Neustadt, aus welcher er als Leutnant zum Infanterieregiment Nr. 25 ausgemustert wurde. Nach dem Besuch der Kriegsschule 1873 bis 1875 dem Generalstab zugeteilt, wurde er 1879 als Hauptmann in das Korps übernommen und kam zum Einsatz bei der Bekämpfung des Aufstands in Bosnien und der Herzegowina, später als Bosnische Annexionskrise bezeichnet. Nach einjähriger Verwendung bei der Militärmappierung kam Emil Woinovich 1883 in das Reichskriegsministerium. 1887 wurde er zum Generalstabschef der 18. Infanterie-Truppen-Division designiert, aber bereits im Herbst 1888 als Lehrer für "Strategie und Kriegsgeschichte" an die Kriegsschule berufen.
1893 bis 1896 war Woinovich Chef des Evidenzbüros des Generalstabs, übernahm dann das Kommando des Infanterie-Regiments Nr. 26 und kam als Brigadier von Gran (Esztergom) nach Prag. Von dort wurde er 1901 an das Kriegsarchiv Wien als Nachfolger des Direktors Leander von Wetzer (1840–1904) berufen, wurde 1903 Feldmarschallleutnant, und 1908 General der Infanterie. 1916, während des Ersten Weltkriegs, in den Freiherrnstand erhoben, ging er nach sechsundvierzigjähriger Dienstzeit in den Ruhestand.

## Auszeichnungen
Als korrespondierendes Mitglied der Österreichischen Akademie der Wissenschaften und seit 1910 Wirklicher Geheimer Rat, wurde Emil Woinovich 1905 mit dem Prädikat " von Belobreska" in den ungarischen Adel, und 1916 in den österreichischen Freiherrenstand erhoben. Er erhielt 1896 den Orden der Eisernen Krone III. Klasse, 1906 den Leopoldsorden, 1907 das Ehrenzeichen für Kunst und Wissenschaft und 1908 das Großkreuz des Franz-Joseph-Ordens. 
Emil Woinovich Freiherr von Belobreska war verehelicht mit Louise, geborene von Urien, verstarb 1923 und wurde auf dem Wiener Zentralfriedhof bestattet. Seit 1936 trägt die Woinovichgasse in Wien-Hietzing seinen Namen.

## Publikationen
- Elemente der Kriegsführung. Ein Beitrag zum Studium der Kriegsgeschichte, Wien 1894; 2. Auflage Wien 1901
- Kämpfe im Süden Frankreichs 1814. Edlinger, Wien 1912
- Unsere Soldaten. Episoden aus den Kämpfen der österreichisch-ungarischen Armee im Weltkrieg 1914/15. Manz, Wien 1915
- Unsere Offiziere. Episoden aus den Kämpfen der österreichisch-ungarischen Armee im Weltkrieg 1914/15. Manz, Wien 1915
- Aus der Werkstatt des Krieges. Ein Rundblick über die organisatorische und soziale Kriegsarbeit 1914/15 in Österreich-Ungarn. Manz, Wien 1915
- Helden des Roten Kreuzes. Aus den Akten des k. u. k. Generalinspektorates der freiwilligen Sanitätspflege. Manz, Wien 1915